# Связь в Пакистане
Связь в Пакистане (англ. Communications in Pakistan) бурно развивается, в стране свыше 160 миллионов абонентов мобильной связи.

## Телефонные линии

### Выделенные телефонные линии
4 058 000 (на 2009 год)

Место страны в мире: 39.

### Абоненты мобильной связи
103 млн человек (на 2009 год)

Место страны в мире: 9.

## Мобильная связь
Телекоммуникационная инфраструктура развивается благодаря иностранным и отечественным инвестициям в развитие телефонной связи.
На данный момент сотовой связью пользуются более 160 млн человек, по сравнению с около 300 тысячами в 2001 году, то есть более чем половина всех пакистанцев имеют доступ к мобильному телефону, хотя есть трудности с доступом к связи в отдалённых сельских районах.
В течение 2009 года абоненты мобильной связи отправили более 151 миллиарда SMS. В 2010 году страна занимала 3-е место в мире по количеству отправляемых SMS-сообщений.

## Стационарные телефоны
Код страны — 92.
Для международных звонков набирается «00», код страны, далее номер. При междугородних звонках набирается код города и номер, при местных звонках — только номер.

## СМИ
СМИ контролируются государством. Один государственный телеканал (Пакистанская телевизионная корпорация (PTV)); действует телевизионная сеть, состоящая из 6 каналов; частных телеканалов немного. Некоторые зарубежные спутниковые каналы возможны для просмотра в Пакистане. Сеть радио насчитывает более сотни государственных и частных радиостанций. В стране печатается более 300 ежедневных частных газет.

## Интернет

### Интернет-домен
.pk

### Интернет-хосты
330 466 (на 2010 год)

Место страны в мире: 57

### Интернет-пользователи
20 431 000 (на 2009 год)

Место страны в мире: 20